# 安德拉希·久洛
齐克圣齐拉伊及克拉斯诺霍尔卡伯爵安德拉希·久洛（匈牙利語：gróf csíkszentkirályi és krasznahorkai Andrássy Gyula，1823年3月8日—1890年2月18日），匈牙利政治家，他曾担任过匈牙利王国总理 (1867-1871)和奥匈帝国外交部长（1871-1879）。安德拉希是一个保守主义者；他所推行的外交政策是将哈布斯堡王朝统治疆域扩展到东南欧，并最好得到与英国和德国的支持，同时不疏远土耳其。他认为俄罗斯是帝国的主要敌人，因为他自己的扩张主义针对斯拉夫文化和东正教的主流领域。他反对斯拉夫民族主义运动，因为这一运动威胁到哈布斯堡多民族的帝国。

## 生平
安德拉希·久洛是安德拉希·卡洛伊伯爵和艾特尔卡·萨帕利的儿子，他出生在当时属于匈牙利王国的奥拉帕塔克（Oláhpatak，现在斯洛伐克罗日尼亚瓦区）。不同于信奉自由主义的父亲，他是保守主义的支持者。他成长的年代，反对政府是非常危险的一个举措，但他在很早的时候就决定投身政治斗争。
塞切尼·伊什特万伯爵首先发现安德拉希的能力，并对此大加赞赏。1845年，安德拉希被任命为上蒂萨河水文规章管理社团的主席。
自1846年，通过在科苏特·拉约什创办的Pesti Hírlap中发表文章尖锐地批评政府，安德拉希开始引起了公众的关注。他在1848年当选为匈牙利议会议员。
当约瑟夫·耶拉契奇领导下的克罗地亚人试图重占彼时属于匈牙利人的梅丁穆尔涅时，安德拉希投身于军队。他是同郡绅士中的领导者，也是格尔盖伊·阿图尔将军的副官。安德拉希在Pákozd和施韦夏特战役中表现出色。
随着战争的结束，安德拉希被1848革命政府派遣到君士坦丁堡。他于此寻求奥斯曼帝国对克罗地亚问题上的支持或中立。
但Világos一役匈牙利人的惨败迫使安德拉希逃亡到伦敦，然后到巴黎。1851年9月21日，他的塑像被奥地利帝国政府执行绞刑，原因是他参与了匈牙利的起义。
在流亡的十年中，他在欧洲外交的的中心研究学习了政治。他认识到来自外部的压力将最终毁灭法兰西第二帝国。
1858年，安德拉希返回匈牙利。但他的状况依旧困难。他从来没有请求奥地利政府给予他大赦，并坚定地拒绝了所有的建议，不论来自奥地利政府，还是匈牙利保守派人士。他热情地支持戴艾克领导的党派。
1865年12月21日，他被选为匈牙利王国议会副议长。1866年3月，他被议会任命为制定1867奥匈折衷方案委员会的主席。他提出了权力“代表”的想法。据说当时，他是委员会中唯一能说服匈牙利司法法院的委员。
克尼格雷茨战役后，他首次受到弗朗茨·约瑟夫皇帝的正式接见。他建议重新编纂匈牙利宪法，以及任命专门负责外交和国防的大臣。
1867年2月17日，奥地利皇帝、匈牙利国王弗朗茨·约瑟夫正式任命他为新形成二元君主制奥匈帝国下匈牙利王国第一任首相。依照当时的形势，“折衷方案的设计师”戴阿克·费伦茨才是显而易见的第一选择，但他拒绝了这一任命，并将首相的宝座让与安德拉什。戴阿克称，安德拉希是“上帝赐予匈牙利最适合的政治家”。
作为首相，安德拉希展现出他坚定、和蔼和灵活的辩论技巧，很快就成为了议会中的主导人物。但是他面对的情势仍然困难，因为戴阿克巨大的威望使得所有其余政党的领导人都相形见绌。
安德拉希选择战争和外交事务部作为自己直属管理的部门。他重组了Honvéd（国家军队），并且他经常说管制军事边境地区是他处理过最困难的事情。
在1870年爆发的普法战争中，安德拉希坚决捍卫奥匈帝国的中立，1870年7月28日发表演讲，强烈抗议奥地利在德意志地区寻求恢复影响力的假设。1871年，博雅斯特伯爵下台后，安德拉希接替了他的职位。他的上任具有划时代的意义。
直到那时，哈布斯堡王朝统治下的帝国从来没有能够脱离其与神圣罗马帝国传统的关系。但是在意大利和德意志地区的影响力损失殆尽，并由此而形成二元君主制奥匈帝国后，才彻底将外交的重心转移至其事实上唯一拥有影响力的近东地区。巴尔干各民族的独立进程仍然不完整和不明朗的。问题是，这些民族是独立成为民族国家，或是在奥斯曼苏丹、俄国沙皇或哈布斯堡王朝皇帝暴政的统治下继续生存。
直到那时，奥地利发现自己既不能将俄罗斯赶出近东，也不能与其合作。奥地利在欧洲大陆已经丧失了其作为大国曾享有的影响力。

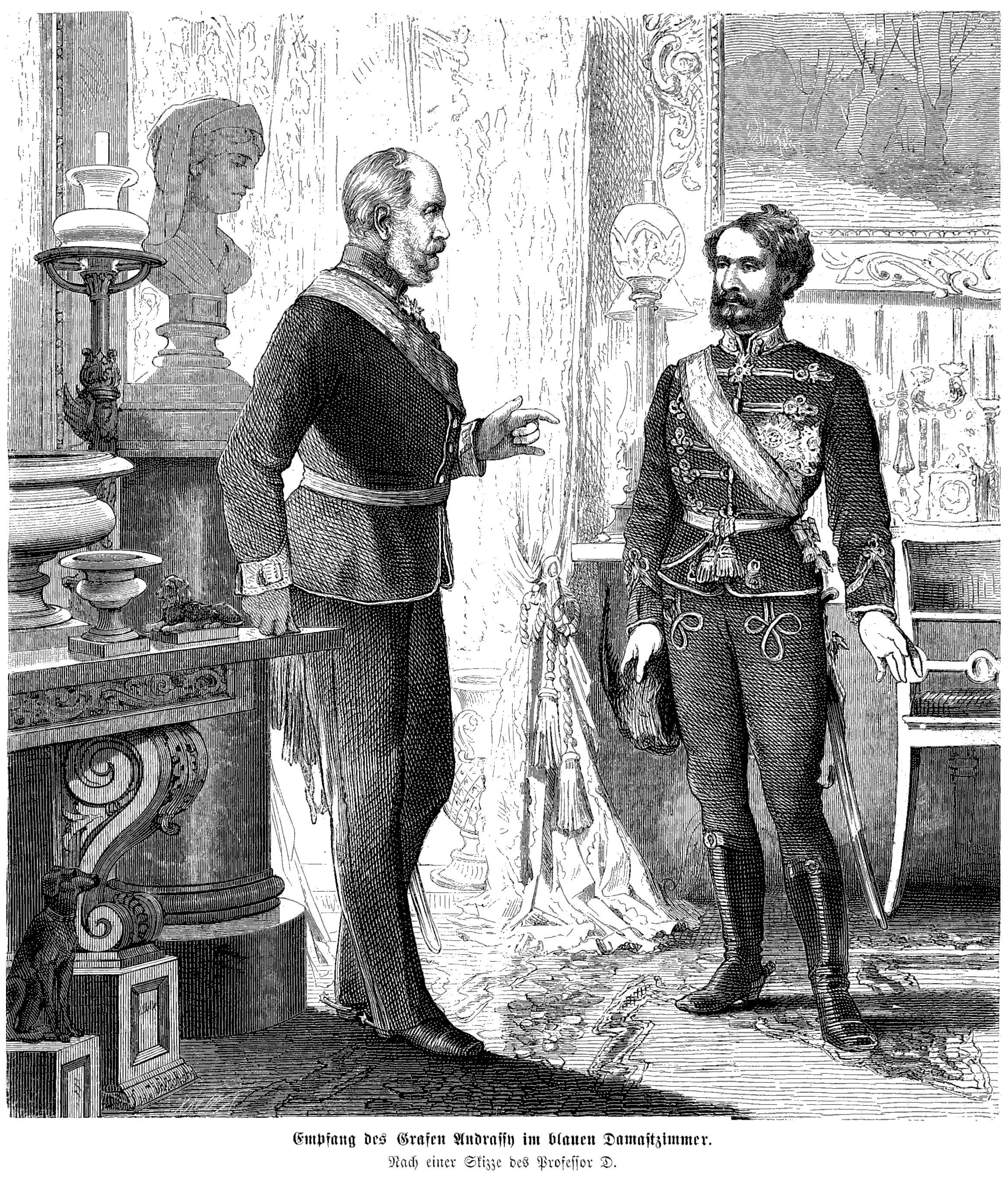
安德拉希与德国皇帝威廉一世(1872年)

是安德拉希努力使奥匈帝国重新回到了她在欧洲外交中应有的地位。首先，他亲近德皇；然后通过在柏林、维也纳、圣彼得堡和威尼斯举办的会议，与意大利和俄罗斯的宫廷建立起更友好的关系。

## 纪念
布达佩斯安德拉什大街以他的名字命名。

## 延伸阅读
- Andrássy's Speeches (Hung.) edited by Béla Léderer (Budapest, 1891)
- Memoir (Hung.) by Benjamin Kállay (Budapest, 1891)
- Eulogy (Hung.) in the Akad. Értesitő, Evf. 14 (Budapest, 1891)
- Recollections of Count Andrassy (Hung.), by Manó Kónyi (Budapest, 1891)
- Chisholm, Hugh (编). .  (第11版). London: Cambridge University Press. 1911.